# Jemens Davis Cup-lag
 Jemens Davis Cup-lag styrs av jemenitiska tennisförbundet och representerar Jemen i tennisturneringen Davis Cup, tidigare International Lawn Tennis Challenge. Jemen debuterade i sammanhanget 2009, och slutade samma år fyra av fem lag i Grupp IV.